# Hydnocarpus elmeri
Hydnocarpus elmeri är en tvåhjärtbladig växtart som beskrevs av Merrill och Den Berger. Hydnocarpus elmeri ingår i släktet Hydnocarpus och familjen Achariaceae. Inga underarter finns listade i Catalogue of Life.